# Sơn Thượng, Đài Nam

Vị trí tại Đài Nam

Sơn Thượng (tiếng Trung: 山上區; bính âm: Shānshàng Qū) là một khu (quận) của thành phố Đài Nam, Trung Hoa Dân Quốc (Đài Loan). Sơn Thượng có khoảng hai phần ba diện tích là đồng bằng và một phần ba là đồi núi. Diện tích quận là 27,8776 km², dân số vào tháng 8 năm 2011 là 7.778 người thuộc 2.721 hộ gia đình, mật độ cư trú đạt 279 người/km².